# 幼名
幼名（ようみょう、ようめい、おさなな）は、幼少時の名前の事。
童名・小字とも表記される。

## 概要
主に平安時代から江戸時代にかけて、武士や貴族の子が幼児である期間につけられる名前で、だいたい元服して諱をつけるまでその名前でいる。
江戸期では、多くの慈善活動をした豪商が、その活動を認められ、公での苗字帯刀を許された場合、その商人の子も幼名を持つ例がある。農民の名前も幼名と呼ばれるが、武士とは違って諱をつける事は無い。
現在でも幼少時に改名した場合は、以前の名前を幼名と呼ぶ。

## 幼名の継承
武家では、幼名を代々継承する家が多く存在した。
例えば、徳川将軍家の竹千代、尾張徳川家の五郎太、紀州徳川家の長福丸、水戸徳川家の鶴千代、加賀前田氏の犬千代などがあり、事例に枚挙の暇が無い。
これらは、それぞれの家の初代当主の幼名であり、（例えば、竹千代は江戸幕府初代将軍徳川家康の、五郎太は尾張藩祖徳川義直の、長福丸は紀州藩祖徳川頼宣の、鶴千代は水戸藩祖徳川頼房の、犬千代は加賀藩祖前田利家の幼名である）、子孫のうち後を継ぐべき嫡男の幼名にもなり、代々受け継がれていった。

## 武家代々相伝の幼名
- 細川京兆家 - 聡明丸
- 大内氏 - 亀童丸
- 徳川将軍家 - 竹千代
- 尾張徳川家 - 五郎太
- 紀州徳川家 - 長福丸
- 水戸徳川家 - 鶴千代
- 加賀前田家 - 犬千代
- 宇喜多氏 - 八郎
- 赤松氏 - 道祖松丸（才松丸）（さえまつまる）
- 小西氏 - 弥九郎[1]

## 歴史上の人物の幼名
- 神武天皇 - 狭野尊（さののみこと）
- 空海 - 真魚（まお、もしくは まな）
- 菅原道真 - 阿呼（あこ）
- 藤原実頼 - 牛養（うしかい）
- 源義家 - 不動丸
- 源頼朝 - 鬼武者
- 源義経 - 牛若丸、牛若
- 武蔵坊弁慶 - 鬼若
- 源義仲 - 駒王丸
- 源実朝 - 千幡
- 公暁 - 善哉
- 北条時宗 - 正寿丸
- 楠木正成 - 多聞丸
- 足利尊氏 - 又太郎
- 足利義詮 - 千寿王
- 細川勝元、細川政元 - 聡明丸
- 今川氏親、今川氏真 - 龍王丸
- 今川義元 - 芳菊丸
- 毛利元就、黒田長政 - 松寿丸
- 毛利輝元 - 幸鶴丸
- 島津貴久、島津義久 - 虎寿丸
- 北条氏康 - 伊豆千代丸
- 武田信玄 - 太郎、勝千代
- 上杉謙信 - 虎千代
- 小田氏治 - 小太郎
- 大友宗麟 - 塩法師丸
- 蜂須賀正勝 - 鶴松、鶴丸
- 織田信長 - 吉法師
- 織田信忠 - 奇妙丸
- 織田信雄 - 茶筅丸
- 織田秀信 - 三法師
- 豊臣秀吉 - 日吉丸、日吉
- 豊臣秀頼 - 拾
- 前田利家 - 犬千代
- 徳川家康、徳川家光 - 竹千代
- 徳川秀忠 - 長丸
- 浅井長政 - 猿夜叉丸
- 松前慶広 - 天才丸
- 石田三成 - 佐吉
- 直江兼続 - 与六、與六
- 伊達政宗 - 梵天丸
- 宮本武蔵 - 弁之助
- 木村友重 - 助九郎
- 徳川吉宗 - 源六
- 徳川慶喜 - 七郎麻呂、七郎麿
- 勝海舟 - 麟太郎
- 吉田松陰 - 寅之助
- 西郷隆盛 - 小吉
- 大久保利通 - 正袈裟

幼名によって広く知られている人物もいる。これは若年のうちに死去したために、元服前だったか、元服していたとしても幼名以外の名を名乗っていた期間が短い場合が考えられる。
- 足利茶々丸
- 富樫幸千代
- 浅井万福丸

## 女性の幼称
- 欣子内親王 - 女一宮。第119代光格天皇の皇后。
- 理子女王 - 真宮（さなのみや）。江戸幕府8代将軍徳川吉宗が紀州藩5代藩主時の正室。
- 喬子女王 - 楽宮（さざのみや）。江戸幕府12代将軍徳川家慶の正室。
- 篤姫 - 一、後に市（いち）。江戸幕府13代将軍徳川家定の御台所。

## 動物の例
日本ではデビュー前の競走馬において幼名があり、以下の例がある。
- クリフジ - 年藤
- タマモクロス - ニシキノクロス

## 歴史上の創作物の例
- 瑠璃君 - 『源氏物語』に登場する女性・玉鬘 (源氏物語)の幼名。
- 外道丸 - 鬼である酒呑童子の幼名。詳細は、当項目の「#地方伝説」の新潟県を参照。一部の伝承においてその子とされる鬼童丸は幼名のままである（備考の方も参照）。
- 金太郎 - 『今昔物語集』巻28、『古今著聞集』巻9、御伽草子の酒呑童子に見られる英雄・坂田金時の幼名。
- 真平 - 『南総里見八犬伝』の主要人物・大江親兵衛仁の幼名。詳細は、南総里見八犬伝の登場人物を参照。

## 備考
- 日本の中世社会において、成人でありながらも童名を名乗る人々は特異な社会的位置にあったと指摘される[2]。これは「童」の中に、人の力の及ばぬものを見た中世社会を背景に（「七つまでは神のうち」という言葉があるように[注釈 1]）、童名を名乗る童形の成人も神仏の世界につながる特異な呪術的能力をもつ人と見られていたと網野善彦は指摘しており[2]、例えば、牛飼の童名は、後世ほど牛が蔑まれておらず、統御しがたい動物と認識されていたことから童形でなくてはならなかったと考察している[3]。また武具や楽器といった器物や動物自体にも、童名を意味する「丸」（〇〇丸）が付けられるが、これも「丸」という字そのものが神仏世界と俗界を媒介する役割を果たすと考えられてきたことと関係があるという[3]。
- 日本の場合、人間に限らず、成長の段階に応じて名称を変える文化があり、例として、出世魚（稚魚と成魚の名が異なる）があり、昆虫で言えば、姿形が異なるヤゴとトンボ、陸獣では、ウリ坊とイノシシがある。また、幼名・元服名に限らず、地位に応じて名を改める文化であったため、氏姓が多い。
- アイヌ社会の命名風習では、生まれたばかりの子どもには特定の名を付けず、「オソマ」（糞）、シタㇰタㇰ（糞の塊）、ポイシオン（小さな古糞）などわざと汚い名で呼んだ[4]。これはきれいなものを好むとされる病魔に魂を取られないよう、あえて嫌われ息災を願う信仰である[5]。ある程度成長した6、7歳ころに、子どもの特徴や何らかのエピソードにちなんだ本式の命名がなされた[6]。またタブーとして、亡くなった人の名を含め、他人と同じ名前を付けてはいけないとしているため、大和民族と異なり祖先の名を継承するという文化も無い[7]。